# غنبد حاجي (حومة بيجار)
غنبد حاجي (بالفارسية: گنبدحاجی) هي قرية تقع في إيران في حومة. يقدر عدد سكانها بـ 36 نسمة بحسب إحصاء 2016.